# Feman
Feman är en å i västra Dalarna, Malung-Sälens kommun. Högerbiflöde till Västerdalälven. Längd ca 35 km. 
Feman rinner upp i Transtrandsfjällen, några kilometer öster om Tandådalen, mellan fjälltopparna Västra Kalven (872 m ö.h.) och Östra Kalven (892 m ö.h.). Först strömmar ån rakt söderut, förbi Lindalen, Kvillkojan och Vålbrändan. Sedan böjer Feman av åt sydost mot Klevsätern, en riktning som ån behåller de sista två milen före mynningen i Västerdalälven vid Hammarsbyn.